# 伊塔庫亞
伊塔庫亞（英語：Ithaqua），又稱「風行者（The Wind-Walker）」或「溫迪哥」（Wendigo），是奥古斯特·威廉·德雷斯所創造，克苏鲁神话中的一个存在，最早出现在其短篇小说《伊塔庫亞》中，其父母有可能是莎布·尼古拉絲和哈斯塔。此角色的靈感源自阿爾傑農·布萊克伍德（Algernon Blackwood）小說中的雪怪「溫迪戈」（Wendigo），也有可能受到雪人的傳說所影響。
在奧古斯特·威廉·德雷斯為克蘇魯神話構建的體系中，伊塔庫亞是舊日支配者之一，象徵「風」的存在之一，他的形象為一個黑暗的人形或獸形輪廓，全身只露出一雙鮮紅色的眼睛。他掌管冰雪和寒冷的力量，且能在天空中行走。
雖然伊塔庫亞會賜予崇拜者抵抗嚴寒的能力，但崇拜他的人類不多，主要集中在西伯利亞和阿拉斯加等北方地區，而這些地區的人們之所以敬畏他，通常也只是出於對他的恐懼。名為諾弗刻的種族曾經是他的崇拜者。伊塔庫亞的眷屬包括擁有蝙蝠翅膀，看起來和鳥類相似的特殊種族夏塔克鳥（Shantak）。